# Monasterio de Santa María (Rosas)
El monasterio de Santa María es una antigua abadía benedictina que se encontraba en el interior de la Ciudadela de rosas de la población catalana de Rosas, en la comarca del Alto Ampurdán.
El origen de este cenobio se encuentra en una iglesia, la de Santa María de Rodes, dependiente del cercano Monasterio de San Pedro de Roda. La actividad monacal se vio afectada en repetidas ocasiones por los ataques por parte de piratas sarracenos. En 960, la comunidad monástica se agrupó en la iglesia de Santa María de Rosas, transformándose en una abadía importante al contar con la protección de Gausfredo I, conde de Ampurias y del Rosellón.
En 976, Gausfredo y su hijo Suñer, por aquel entonces obispo de la catedral de Santa Eulalia de Elna, dotaron a la abadía de los derechos de pesca en el cabo Morell. Además, se le concedieron derechos sobre los naufragios ocurridos en esas aguas y diversos bienes. En 1022 se reconstruyó la iglesia. Fue el origen de la ciudad de Rosas aunque el dominio sobre la villa no le fue concedido hasta 1362. Tuvo diversas filiales como la de Santa Maria de Pedardell o la de Santa Maria del Camp. 
La decadencia del cenobio se inició en el siglo XV. En 1588, por culpa de una epidemia de peste, se abandonaron las residencias monacales y el cenobio fue saqueado. En 1592, por orden papal, quedó unido como priorato al monasterio de Santa María de Amer. En 1792 fue abandonado por los monjes que aún residían en él y en 1793 las tropas napoleónicas destruyeron el edificio. 

## Edificio
La iglesia del monasterio era de planta basilical. Tenía tres naves con transepto y tres ábsides. La cubierta era de bóveda de cañón en la nave central mientras que en las naves laterales era de bóveda de un cuarto. En los muros interiores aún son visibles decoraciones lombardas y una serie de arcos ciegos. Pueden verse también algunos restos del claustro y de algunos edificios monacales. A finales del siglo XX se inició una reconstrucción de la cabecera de la abadía así como diversas obras de limpieza del lugar que antaño ocupó el monasterio.